# 温特罕氏 (完颜忙哥妻)
温特罕氏（？—1233年），金朝女性人物，五朵山宣差提控回里不之女，完颜忙哥之妻。
完颜忙哥是萧王的后代。完颜忙哥叔父完颜益都，作为秦州节度使，被蒙古兵所攻，因病不能率军，完颜忙哥帮他提控，独当一面。兵退后，完颜益都死，完颜忙哥以守城之功，世袭谋克，录用为奉御。崔立之变，完颜忙哥不甘受辱，与温特罕氏诀别。妻曰：“君能为国家死，我不能为君死吗。”一婢女说：“主人死去，婢子将去哪里了。”当天，夫妇用一绳一起自缢，婢女跟从也自杀了。